# Athroostachys
Athroostachys es un género de planta herbácea de la familia de las poáceas. Su única especie:  Athroostachys capitata (Hook.) Benth., es originaria de Brasil donde se encuentra  en la Mata Atlántica.

## Descripción
Es una planta perenne, rizomatosa. Los tallos de flores de hoja verde. Culmos leñosos y persistentes; escandentes ; ramificados arriba. Ramas primarias con 3 nodos. Entrenudos de los culmos huecos.  Plantas desarmadss. Hojas no agregadas basalmente con setas auriculares. Hoja   lanceoladas, anchas; pseudopecioladas;   desarticuladas las vainas. Plantas bisexuales, con espiguillas bisexuales; con flores hermafroditas. Inflorescencia paniculada.

## Taxonomía
Athroostachys capitata fue descrita por (Hook.) Benth. y publicado en Genera Plantarum 3: 1209. 1883.
Sinonimia
- Chusquea fimbriata Steud.
- Chusquea glomerata Munro
- Merostachys capitata Hook.
- Merostachys capitata var. angustifolia Döll
- Merostachys capitata var. capitata[5]